# 대한민국의 표창
표창(表彰, Commendations)은 대한민국의 상훈의 한 종류이다.

## 근거와 대상
- 표창은 대한민국에 공적(功績)을 세우거나 각종 교육·경기 및 경연 등에서 우수한 성적을 거둔 자에게 수여한다.

## 개요
표창은 공적에 대한 표창[포상(褒賞)]과 성적에 대한 표창[시상(施賞)]으로 나누며, 각각의 훈격은 다음과 같다.
- 1. 포상 : 대통령표창, 국무총리표창, 기관장표창
- 2. 시상 : 대통령상, 국무총리상, 기관장상

또한, 대통령 및 국무총리표창을 수여할 때에는 수상자가 개인인 경우에는 개인표창수장을, 단체인 경우에는 단체표창수치를 표창장과 함께 수여한다.

## 대통령표창
개인과 단체에게 수여된다.
단체에 수여되는 대표적인 대통령표창이 '대통령부대표창'이다.

## 국무총리표창
개인과 단체에게 수여된다.

## 기관장표창
개인과 단체에게 수여된다.

## 대통령상
개인과 단체에게 수여된다.

## 국무총리상
개인과 단체에게 수여된다.

## 기관장상
개인과 단체에게 수여된다.

## 같이 보기
- 대한민국의 훈장･포장･표창
- 대한민국의 훈장
- 대한민국의 포장